# ناديا نصار
ناديا نصار كاتبة وشاعرة رومانسية، وفنانة تشكيلية.

## نشأته وحياته
ولدت عام 1934 في قرية الكفرون بمنطقة صافيتا مدينة اللاذقية بمحافظة طرطوس.

## مؤلفاتها

### الدواوين
- وجد تعري - بيروت 1970.
- زمن العشق- شعر- دمشق 1983.[4]

### كتب
- علي ساحل المعرفة 1979.[5]

### القصائد
- كبرياء الهوى.
- وطنى الفكر.[6]
- عمري، شعر، الثقافة مدحة عكاش، مايو، 1961.[5]
- أنت حبي، شعر،الثقافة مدحة عكاش، أكتوبر، 1962.
- أعيش هواك، شعر، الثقافة مدحة عكاش، سبتمبر، 1963.
- زهر الريح- شعر- بيروت 1975.
- خطوات على ساحل المعرفة- خواطر- دمشق 1979.
- بمناسبة مرور خمس سنوات على وفاة الفنان الراحل لؤي كيالي، الحياة التشكيلية، يونيو، 1984.[7]